# 駕駛路線查詢服務
駕駛路線查詢服務 (簡寫為DRSS)為一個由香港運輸署推出的網上服務，使用者只需輸入出發地及目的地，網頁便會顯示路線。要注意的是，網頁內的道路收費、所需時間均以私家車計算。

## 外部連結
- （繁體中文） 駕駛路線查詢服務 (試驗版) （页面存档备份，存于）